# Mistrzostwa Gruzji w Skokach Narciarskich 2012
Mistrzostwa Gruzji w Skokach Narciarskich 2012 – zawody, które wyłoniły najlepszych skoczków narciarskich w Gruzji w roku 2012. Rozegrano je 29 stycznia 2012 roku na skoczni Sakartwelo o punkcie konstrukcyjnym umiejscowionym na 45 metrze.
Poprzednie mistrzostwa Gruzji rozegrano w 2001 roku, wygrał wtedy Lewan Kozanaszwili. Po 11 latach przerwy po raz kolejny rywalizowano o medale mistrzostw kraju. Ponownie zwyciężył Kozanaszwili, który uzyskał łącznie 278,2 pkt. Na drugim miejscu uplasował się Dawit Minasiani, a trzeci był Artur Sarkisiani. Najdłuższy skok zawodów oddał Kozanaszwili, który skokiem na odległość 56,5 m ustanowił nowy rekord skoczni Sakartwelo K45.
Rozegrano też zawody w kategorii juniorów. Zwyciężył w niej Giorgi Szubitidze (w zawodach głównych także skakali juniorzy, np. 15-letni wówczas Artur Sarkisiani).

## Wyniki medalistów

### Seniorzy
| M  | Zawodnik           | Nota  |
| -- | ------------------ | ----- |
| 1. | Lewan Kozanaszwili | 278,2 |
| 2. | Dawit Minasiani    | 268,6 |
| 3. | Artur Sarkisiani   | 226,5 |

### Juniorzy
| M  | Zawodnik          | Nota  |
| -- | ----------------- | ----- |
| 1. | Giorgi Szubitidze | 242,7 |
| 2. | Iwan Basilaszwili | 208,9 |
| 3. | Waża Kozanaszwili | 146,8 |